# Toma de Campeche (1864)
La Toma de Campeche de 1864 tuvo lugar el 22 de enero de 1864 durante la Segunda Intervención Francesa en México. 
francesa Le Magellan al mando del capitán francés Georges Cloué bombardeó Campeche. Debido a que los liberales de Yucatán, poco numerosos, ya habían sido derrotados, el gobernador Pablo García tuvo que capitular. Lo mismo hizo el gobernador de Yucatán, Felipe Navarrete, que era simpatizante del Imperio. 